# Kafr Thulth
Kafr Thulth, en arabe : كفر ثلث, est une municipalité du gouvernorat de Qalqilya en Palestine. Elle est située au sud d'Azzun à 28 km au sud de Tulkarem en Cisjordanie.
Selon le recensement du bureau central palestinien des statistiques, la localité compte une population de 5 606 habitants en 2017.